# Gäddtjärnen (Särna socken, Dalarna, 682412-134952)
Gäddtjärnen är en sjö i Älvdalens kommun i Dalarna och ingår i Dalälvens huvudavrinningsområde.